# Fabian Timäus
Fabian Timäus (* 1507 in Goldberg, Schlesien; † 31. Januar 1581 in Stettin) war ein lutherischer Theologe und von 1563 bis 1570 Superintendent von Pommern-Stettin.

## Leben und Wirken
Fabian Timäus begann sein Studium bei dem berühmten Rektor Valentin Trotzendorf in seinem Geburtsort Goldberg. 1537 war er Student an der Universität Wittenberg bei Martin Luther und Philipp Melanchthon.
Seine ersten Predigterfahrungen sammelte er unter dem pomesanischen Bischof Paul Speratus in Marienwerder in Preußen. Nach kurzer Lehrertätigkeit an verschiedenen Orten in Schlesien wurde er 1540 von Krossen nach Sagan als Prediger berufen. Zehn Jahre später amtierte er in brandenburgischen Guben.
Im Jahre 1563 erhielt er vom pommerschen Herzog Barnim IX. die Berufung zum Hofprediger an der Schlosskirche zu Stettin. Als im gleichen Jahr der Superintendent (die Bezeichnung „Generalsuperintendent“ kam erst später auf) Paul von Rhoda starb, übernahm er bis 1570 zugleich dieses Amt.
Sein Nachfolger wurde Christoph Stymmelius.